# Президентские выборы в Польше (1989)
Выборы Президента Польской Народной Республики прошли 19 июля 1989 года и стали первыми президентскими выборами в ПНР после 1947 года. Выборы были безальтернативными и не были всенародными: президент избирался членами Национального собрания.

## Предыстория
Президентские выборы 1989 года стали результатом переговоров за Круглым столом.
11 июня 1989 года пресс-секретарь правительства Ежи Урбан объявил о решении «Круглого стола» доверить должность президента Первому секретарю ЦК ПОРП Войцеху Ярузельскому.
23 июня 1989 года «Гражданский парламентский клуб» Сейма, состоявший из членов «Солидарности» отказался от выдвижения собственного кандидата на выборы. Неделю спустя Ярузельский объявил объявил об отказе от участия в выборах. В тот же день членами Конфедерации Независимой Польши была проведена демонстрация под лозунгом «Ярузельский должен уйти», разогнанная силами ЗОМО.
3 июля 1989 в «Газете Выборчей» была опубликована статья «Ваш президент — наш премьер». 4 июля Лех Валенса от имени депутатов Гражданского парламентского клуба заявил о поддержке кандидатуры Чеслава Кищака, но тот от участия в выборах впоследствии отказался.
18 июля Ярузельский объявил о выдвижении своей кандидатуры на пост Президента. Кандидатура Ярузельского была поддержана ПОРП, Объединённой народной партией, Демократической партией, а также Ассоциацией «ПАКС», Христианской общественной ассоциацией и
Польским католико-общественным союзом. Кроме Ярузельского других кандидатов не было.
19 июля 1989 года состоялись президентские выборы, на которых главой государства большинством голосов был избран Войцех Ярузельский. Ряд депутатов Сейма и сенаторов бойкотировали голосование.

## Результаты
| Кандидат                     | Кандидат                     | Субъект выдвижения                   | Голосов | %      |
| ---------------------------- | ---------------------------- | ------------------------------------ | ------- | ------ |
|                              | Войцех Ярузельский           | Польская объединённая рабочая партия | 270     | 50,28  |
| Против всех                  | Против всех                  | Против всех                          | 233     | 43,39  |
| Подано голосов               | Подано голосов               | Подано голосов                       | 503     | 93,67  |
| Бойкотировали                | Бойкотировали                | Бойкотировали                        | 34      | 6,33   |
| Явка избирателей             | Явка избирателей             | Явка избирателей                     | 537     | 93,67  |
| Зарегистрировано избирателей | Зарегистрировано избирателей | Зарегистрировано избирателей         | 560     | 100,00 |